# Leeds International Classic 1995
La 7e édition de la Leeds International Classic, auparavant nommée Wincanton Classic, a lieu le 2 août 1995. Remportée par le Britannique Maximilian Sciandri, de l'équipe MG Boys Maglificio, elle est la septième épreuve de la Coupe du monde.

## Classement final
| Pos. | Cycliste            | Équipe                 | Temps          |
| ---- | ------------------- | ---------------------- | -------------- |
| 1    | Maximilian Sciandri | MG Boys Maglificio     | 6 h 0 min 20 s |
| 2    | Roberto Caruso      | ZG Mobili-Selle Italie | + 44 s         |
| 3    | Alberto Elli        | MG Boys Maglificio     | m.t.           |
| 4    | Fabio Baldato       | MG Boys Maglificio     | + 53 s         |
| 5    | Johan Museeuw       | Mapei-GB               | m.t.           |
| 6    | Laurent Jalabert    | Once                   | m.t.           |
| 7    | Andreï Tchmil       | Lotto-Isoglass         | m.t.           |
| 8    | Maurizio Fondriest  | Lampre-Panaria         | m.t.           |
| 9    | Gian Matteo Fagnini | Mercatone Uno-Saeco    | m.t.           |
| 10   | Mauro Bettin        | Aki-Gipiemme           | m.t.           |